# Empoasca zebulona
Empoasca zebulona är en insektsart som beskrevs av Delong och Liles 1956. Empoasca zebulona ingår i släktet Empoasca och familjen dvärgstritar. Inga underarter finns listade i Catalogue of Life.